# 4 Vulpeculae
4 Vulpeculae, som är stjärnans Flamsteed-beteckning, är en ensam stjärna belägen i den södra delen av stjärnbilden Räven. Den har en skenbar magnitud på ca 5,16 och är svagt synlig för blotta ögat där ljusföroreningar ej förekommer. Baserat på parallax enligt Gaia Data Release 2 på ca 12,5 mas, beräknas den befinna sig på ett avstånd på ca 260 ljusår (ca 80 parsek) från solen. Den rör sig bort från solen med en heliocentrisk radialhastighet av ca 1 km/s. Stjärnan är en del av en asterism, som tidigare ansågs vara en öppen stjärnhop, kallad ’rockhängaren’ eller Brocchis stjärnhop.

## Egenskaper
4 Vulpeculae är en orange till gul jättestjärna av spektralklass K0 III, som har förbrukat förrådet av väte i dess kärna och utvecklats bort från huvudserien. Den ingår nu i röda klumpen och befinner sig på horisontella jättegrenen och genererar energi genom termonukleär fusion av helium i dess kärna. Den har en massa som är ca 1,7 solmassor, en radie som är ca 11,4 solradier och utsänder ca 68 gånger mera energi än solen från dess fotosfär vid en effektiv temperatur på ca 4 800 K.